# Meez
Meez là một dịch vụ mạng xã hội, đặt trụ sở ở San Francisco.

## Chi tiết
Meez Maker:
Thành viên tự tạo hình nhân vật Meez theo ý thích của mình. Có rất nhiều item (đồ) đa dạng được chia thành các nhóm: Change look (Thay đổi diện mạo), Get dressed (Mặc đồ), Animations (Hành động), Backgrounds (Phông nền).
- Change look: Gồm các nhóm nhỏ: Body type (Dáng cơ thể), Face & Features (Mặt mũi), Skin color (Màu da), Eye color (Màu mắt), Nose shape (Dáng mũi), Hairstyle (Kiểu tóc), Beauty (Trang điểm).
- Get dressed: Gồm các nhóm nhỏ: Tops (Áo), Bottoms (Quần, váy), Dresses (Váy), Shoes (Giày dép), Accessories (Phụ kiện), Athletic (Trang phục thể thao), Costumes (Trang phục truyền thống), Sleepwear (Đồ ngủ), Swimwear (Đồ bơi), Uniforms (Đồng phục).
- Animations: Gồm các nhóm nhỏ: Attitudes (Quan điểm, xã hội), Bags (Túi), Eat & Drink (Ăn & Uống), Fantasy (Thần kì), Gadgets (Thiết bị, dồ đùng), Music & Dancing (Âm nhạc & Nhảy múa), People & Animals (Con người & Loài vật), Sports & Rec (Thể thao & Sân chơi), Toys (Đồ chơi), Vehicles (Phương tiện đi lại), Random (Ngẫu nhiên).

Chú ý: Một số đồ thuộc dạng "cao cấp" thì không miễn phí mà tính giá trị tiền (Coin ảo). Người chơi có thể kiếm tiền bằng cách chơi game, mời bạn bè, đọc E-mail, hoặc dùng thẻ thanh toán.
Đọc E-mail: Sau khi nâng cấp, cập nhật forum, Admin của Meez.com sẽ gửi email cho tất cả thành viên.  Sau khi đọc xong, thành viên click vào chữ "here" bên dưới bản liệt kê, gõ code mà Admin đã đưa (VD: FOURTHOFJULYMEEZ), click "Go" để nhận quà (Coinz hoặc Item)
Export:
Sau khi hoàn thành xong avatar và save (lưu lại), hình ảnh Meez sẽ được lưu vào trong album để có để  export (xuất) ra blog, website,... hay gửi cho bạn bè bất cứ lúc nào.
Meez Nation Home:
Để gặp gỡ, làm quen với các Meezer khác, người chơi có thể tới một trong 7 Hoodz tuỳ thích (gồm Burbia, Meez Hills, Chillville, Uptown, Arcadia, Hell's Kitchen, Posh's Heights). Mỗi Hoodz có 1 sắc thái riêng để người chơi chọn Hangouts theo sở thích, tính cách riêng của mình. Hầu hết các Hangouts đều có một số chức năng thú vị như ngồi ghế (khi click vào ghế), cầu phóng điện, vẽ graffiti, uống rượu say, chơi nhạc,.... Trong các Hangouts, hình ảnh đại diện của người chơi sẽ xuất hiện, người chơi có thể di chuyển được Meez của mình, viết lời nói, ngoài ra còn có thể hành động thông qua một số mật mã: dance (nhảy), sit (ngồi), ommm (thiền bay), yay (nhảy cẫng), rockout (nhảy rock),:) (vui),:((buồn), brrr (ngủ gật), *spin* (xoay tròn), kiss (hôn gió), kyle (phẩy tay), omg (sửng sốt),...
Games:
Để giải trí, các Meezer có thể chơi game. Ngoài chức năng ghi high scores (điểm cao), đa số các game trong Meez chứa Awards (giải thưởng). Người chơi sau khi đạt được tiêu chuẩn tương ứng với giải thưởng sẽ nhận 1 chiếc cúp và số tiền thưởng không nhỏ. Số cúp càng cao càng tăng được độ "oai" và chứng tỏ khả năng chơi game của mình.
My Meez:
- My Profile: Ghi lý lịch của bản thân (Tên, tuổi, trường, nghề, châm ngôn,...). Ngoài ra thành viên còn có thể post video, ảnh,.... vào Media box (Chờ một thời gian để được duyệt).
- Edit Profile: Sửa đổi lý lịch đã ghi.
- My Friends: Danh sách bạn bè.

- My Top Friends: Những người bạn mà thành viên thích nhất.
- Friend Inbox: Xem danh sách những Meezers đang chờ được làm bạn.
- Search for Friends: Tìm bạn bè.
- Invite Friends (& Earn Coinz): Thành viên ghi tên tài khoản, đuôi email và mật mã, submit để gửi tin mời bạn bè. Nếu 1 người bạn nhận tin và tham gia Meez, thành viên mời sẽ nhận được 200 Coinz.
Community:

## Diễn đàn Meez
Các diễn đàn Meez là nơi người sử dụng có thể thảo luận để giải quyết các vấn đề.